# Vinterstormarna i Östasien 2009-2010
Vinterstormarna i Östasien 2009-2010 drabbade Mongoliet, kina, Nepal, Koreahalvön, Japan, Kurilöarna, Ochotska havet,  Primorskij, och Sachalinön. Dessa vinterstormar, inklusive snöstormar, isstormar, och andra vinterfenomnen, som varade mellan 8 maj 2009 och 28 februari 2010.

## 2010

### 12 januari

#### Kina
Kolleveranserna börjar ta slut vid kraftstationerna, och dödssiffran stiger till två. Starka snöstormar i Altai, och temperatureen sjunker till -40c. den 12 januari.

### 14 januari
Snön börjar avta i Kina, på Koreahalvön, och i Japan.

### Fotnoter
1. ↑  Jin Zhu, Cui Jia and Liu Ce (12 januari 2010). ”Coal supplies run low at power plants”. China Daily. http://www.chinadaily.com.cn/bizchina/2010-01/12/content_9304533.htm. Läst 3 april 2010.